# Христос Токас
Христос Токас (на гръцки: Χρήστος Τόκας) е гръцки революционер, деец на гръцката въоръжена пропаганда в Македония.

## Биография
Роден е в западномакедонския град Костур, тогава в Османската империя. Присъединява се към гръцката въоръжена пропаганда и става четник на Аристидис Маргаритис (Тромарас), с чиято чета участва в битката на Мурик и в местността Корака Петра срещу турци и при Прекопана срещу български чети. По-късно е при капитан Панайотис Фьотакис и се сражава в Мариово. Арестуван е заедно с други двама дейци и е осъден на доживотен затвор. Освободен след Младотурската революция в 1908 година. По-късно в 1912 година действа с капитан Лазар Апостолов (Лазарос Апостолидис).